# Siegmund von Benigni in Müldenberg

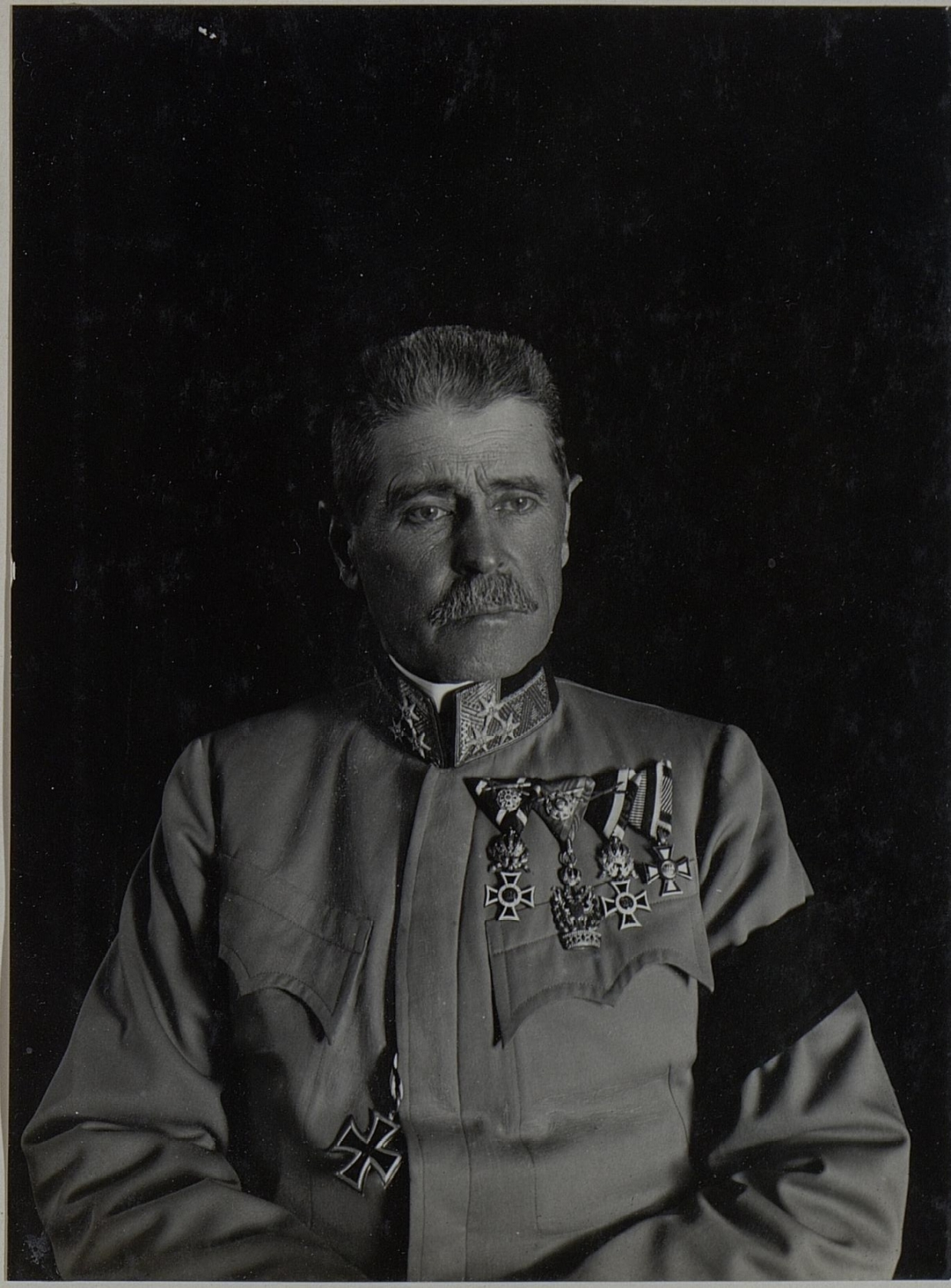
Siegmund von Benigni (1917)

Siegmund Ritter von Benigni in Müldenberg (seit 1917 Graf von Benigni in Müldenberg; * 15. Jänner 1855 in Fiume, Kaisertum Österreich; † 13. Oktober 1922 in Graz) war ein österreichischer Feldzeugmeister und Truppenführer im Ersten Weltkrieg.

## Leben
Siegmund Ritter von Benigni in Müldenberg war nach Absolvierung der k.u.k. Technischen Militärakademie 1873 zum Leutnant im k.u.k. Genieregiment 1 in Olmütz ausgemustert worden. Nach Absolvierung des höheren Geniekurses wurde er als Oberleutnant 1880 dem Generalstab zugeteilt und zum Stab der 32. Infanteriebrigade in Hermannstadt versetzt. Im Wechsel von Generalstabs- und Truppenverwendungen erreichte er 1882 die Beförderung zum Hauptmann, 1893 zum Major und 1898 zum Oberstleutnant. Von 1898 bis 1902 war er Kommandant der Infanteriekadettenschule in Preßburg. 1901 wurde er Oberst und war von 1902 bis 1904 Kommandant des  Infanterieregiments Nr. 19, von 1904 bis 1907  Kommandant des Bosnisch-Herzegowinischen Infanterieregiments Nr. 2. Seit April 1907 war er Kommandant der 19. Infanteriebrigade, wurde aber im August zur 2. Gebirgsbrigade nach Trebinje versetzt. Im November 1907 wurde er Generalmajor und 1911 Feldmarschallleutnant. Nun endete vorläufig seine aktive Dienstzeit und er wurde auf „Wartegebühr“ gesetzt.

## Im Ersten Weltkrieg
Als der Erste Weltkrieg ausbrach, wurde er alsbald reaktiviert und führte von Jänner bis März 1915 die 45., und von März bis Juni die 15. Infanterietruppendivision in den Karpaten als ein Teil der Armeegruppe Pflanzer-Baltin. Am 7. Mai 1915 wurde er zum  Feldzeugmeister  befördert. Im Juli 1915 wurde während des Höhepunktes der Sommeroffensive gegen Russland das Korps Benigni gebildet. Diesen Verband führte er über ein Jahr, bis im Juli 1916 das Korps in VIII. Korps umbenannt wurde. Dieses Korps führte er bis März 1918, als er von General der Infanterie Emmerich Hadfy abgelöst wurde. Von da an bis Oktober 1918 war er Militärkommandant von Krakau. Aufgrund ihrer Verdienste waren er und seine Brüder bereits am 16. August 1917 in den Grafenstand erhoben worden.

## Im Tode
Er ist am 13. Oktober 1922 verstorben und liegt am Stadtfriedhof Graz-St. Peter begraben.

Gruft der Familie Benigni am Friedhof St. Peter in Graz

## Österreichische Militärauszeichnungen (Stand 31. Dezember 1918)
- Mobilisierungskreuz 1912/13
- Bosnisch-Hercegovinische Erinnerungsmedaille
- Militär-Jubiläumskreuz 1908
- Militär-Jubiläumsmedaille 1898
- Dienstzeichen für Offiziere II. Klasse
- Militärverdienstkreuz III. Klasse
- Ehrenzeichen 1. Klasse Rotes Kreuz, Kriegsdekoration
- Leopoldorden Ritterkreuz, Kriegsdekoration mit Schwertern
- Orden der Eisernen Krone Ritter II. Klasse, Kriegsdekoration mit Schwertern
- Militärverdienstkreuz II. Klasse, Kriegsdekoration mit Schwertern
- Orden der Eisernen Krone Ritter I. Klasse, Kriegsdekoration mit Schwertern
- Leopoldorden 1. Klasse, Kriegsdekoration mit Schwertern